# 铜兴街道
铜兴街道是中华人民共和国贵州省铜仁市碧江区下辖的一个街道办事处。2019年11月，锦江街道更名为铜兴街道。

## 行政区划
铜兴街道下辖以下村级行政区划单位：
铜江社区、梵净山社区、熊家屯社区、响塘龙社区、大坳村、柑子冲村。